# Kriegerdenkmal Detershagen

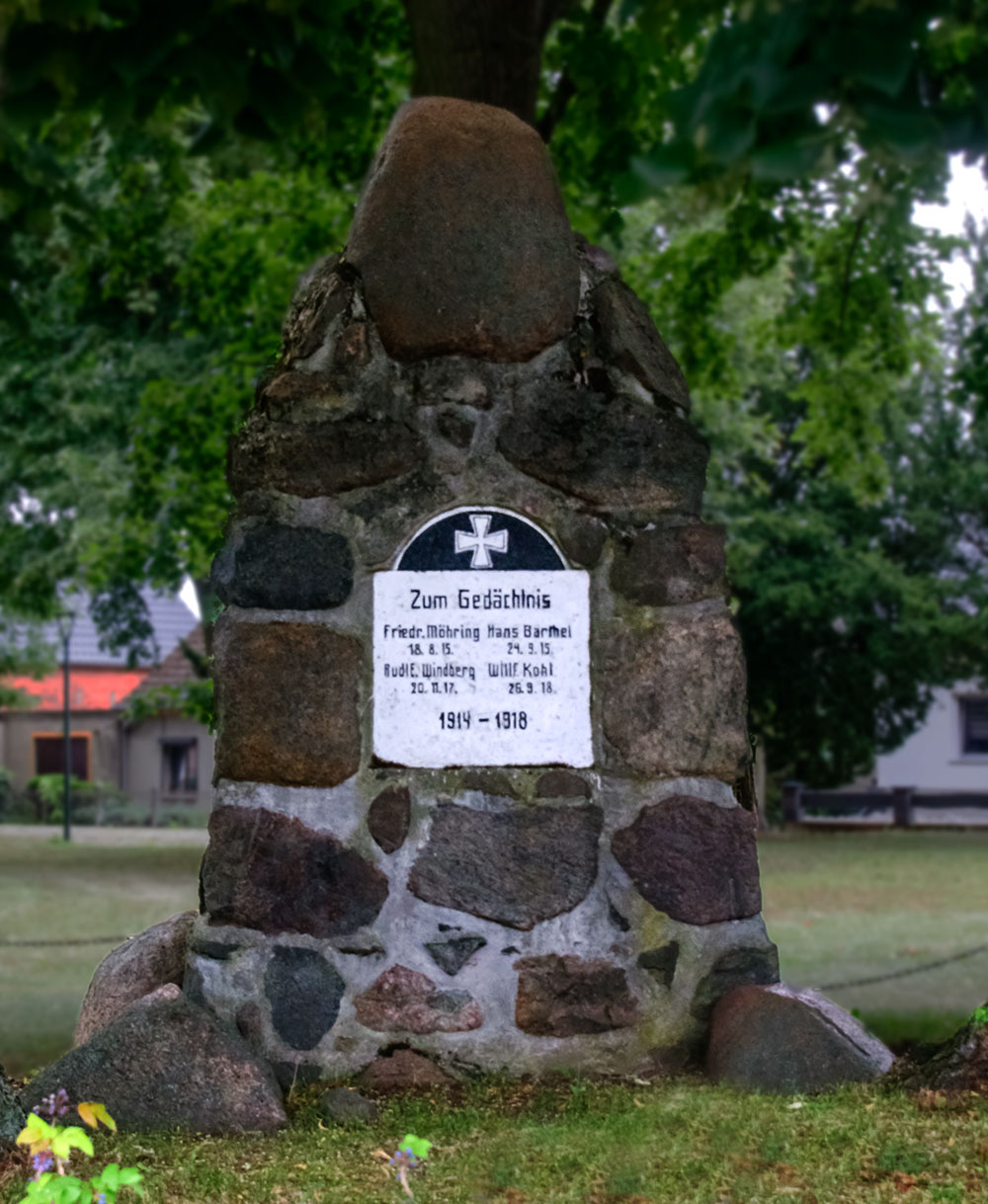
Kriegerdenkmal

Das Kriegerdenkmal Detershagen ist ein denkmalgeschütztes Kriegerdenkmal in der Ortschaft Detershagen der Stadt Burg in Sachsen-Anhalt. Im örtlichen Denkmalverzeichnis ist das Kriegerdenkmal unter der Erfassungsnummer 094 71310 als Baudenkmal verzeichnet.

## Lage
Das Kriegerdenkmal in Detershagen befindet sich bei der Kirche.

## Gestaltung
Es handelt sich um eine Pyramide aus gemauerten Feldsteinen, in die eine Gedenktafel für die Gefallenen des Ersten Weltkriegs eingelassen ist. Auf der Rückseite der Pyramide wurde später eine Gedenktafel für die Gefallenen des Zweiten Weltkriegs angebracht.

## Inschriften

### Erster Weltkrieg
Zum Gedächtnis

- Barthel, Hans
- Kohl, Willi
- Möhring, Friedr.
- Windberg, Rudolf

1914-1918

### Zweiter Weltkrieg
Zum Gedenken aller Gefallenen

## Quelle
- Gefallenen Denkmal Detershagen Online, abgerufen am 19. Juni 2017.